# Основная общеобразовательная школа Мариинского Посада

Вид школы

МБОУ «Основная общеобразовательная школа города Мариинского Посада» (МБОУ ООШ, или «Коноваловская школа») — 9-летняя школа, расположенная в микрорайоне Коновалово  в городе Мариинский Посад Чувашской Республики. Школа основана в 1883 году. Внимание к себе федеральных телеканалов (включая Первый канал и ВГТРК «Культура») и несколько газет и журналов (включая журнал «Огонёк») и республиканских СМИ школа привлекла в 2000-х годах благодаря успехам в области КВН, биологии и информатики. Школьная команда КВН «Марпосадские пострелята» стала 3-кратным победителем Чувашских республиканских соревнований Лиги «Старт» КВН, а ученики — призёрами на Всероссийском конкурсе юннатов имени профессора П. А. Мантейфеля. В 2005 году школа была одним из пионеров современной российской школьной геральдики, когда её герб стал 1-м в Чувашии и одним из 1-х в России официальным школьным гербом, который прошёл Государственную экспертизу в Геральдическом Совете при Президенте РФ, утверждён главным герольдмейстером России Г. В. Вилинбаховым и поставлен на Федеральный геральдический учёт (2007, № 268). В 2023 году преобразована в среднюю общеобразовательную школу имени К.Д.Ушинского.

## Название
Коноваловская школа — это неофициальное народное название Мариинско-Посадской 9-летней школы, расположенной на территории бывшей слободы-деревни-микрорайона Коновалово и деревни-села Новинская. Расположена она на правом берегу реки Волга в городе Мариинский Посад Чувашской Республики.
Официальное название школы (до 2023 года): Муниципальное бюджетное общеобразовательное учреждение «Основная общеобразовательная школа города Мариинского Посада» (МБОУ ООШ). Классы обучения с 1-го по 9-й. Число обучающихся от 500 (в 1991 году) до 230 школьников (в 2011 году). В 2022—2023 учебном году в школе обучалось 316 детей. В 2023 году преобразована в среднюю общеобразовательную школу имени К.Д.Ушинского.

## История
Первое упоминание Коноваловской школы в архивных документах относится к 1883 году под названием «Новинское земское училище». Затем она несколько раз переименовывалась: Новинская семилетняя школа № 26 (с 1939 года), Мариинско-Посадская городская восьмилетняя школа № 2 (с 1966 года), Мариинско-Посадская неполная средняя школа № 2, МОУ ООШ (с 1993 года) и МБОУ ООШ (с 2011 по 2023 год). В 2023 году преобразована в среднюю общеобразовательную школу имени К.Д.Ушинского.
Число учащихся в 1991 году превышало 500 человек. Внимание федеральных и республиканских СМИ к себе школа привлекла в 2000-х годах благодаря успехам в области КВН, биологии и информатики. Школьная команда КВН «Марпосадские пострелята» стала 3-кратным победителем Чувашских республиканских соревнований Лиги «Старт» КВН. Спустя 120 лет в 2003 году силами энтузиаста и учителя информатики и биологии Владислава Алексеевича Красильникова у неё был создан свой сайт в интернете, который стал первым сайтом образовательного учреждения города. Вместе со своими учениками им был создан первый в мире сайт о российской императрице Марии Александровне, в честь которой назван Мариинский Посад. Более 6 телеканалов (включая три федеральных из Москвы) и несколько газет и журналов (включая журнал «Огонёк») побывали в этой школе в 2005—2010 годах. В 2006 году здесь проводил съёмку телеканал ТВ Центр. В 2007 году в стенах школы побывали московские журналисты из телекомпаний «Первый канал» и ВГТРК «Культура», которые затем в своих телеэфирах (25.09.2007 и 07.02.2008, соответственно) рассказали о школе, о достижениях и увлечениях учителей и учеников.
В 2008 году ученица 9 класса Мария Офицерова за работу по исследованию муравьев удостоена 3-го места на Всероссийском конкурсе юннатов имени профессора П. А. Мантейфеля, организованного Московским зоопарком, а в 2016 году такой же всероссийской награды (и также о муравьях) была удостоена Дарья Купцова (8 класс; учитель биологии Красильников Владислав Алексеевич).
В декабре 2008 года школьная команда «Марпосадские пострелята» стала Чемпионом КВН Лиги «Старт» Чувашской Республики (подробнее здесь). В 2010 году они повторили это достижение снова став Чемпионами Чувашии, а значит 9-летняя школа опередила все 11-летние школы Республики. Более 10 лет на республиканских играх КВН «КИВИН Чувашии» Мариинско-Посадский район представляет команда Коноваловской школы.
Учащиеся школы на равных конкурируют с Гимназиями и средними школами, занимая первые места на конкурсах и олимпиадах, в том числе на республиканских «EXCELSIOR-2009» и «EXCELSIOR-2016», «EXCELSIOR-2010», районных и городских, на республиканской геологической олимпиаде, победили на Республиканском детском экологическом форуме «Зелёная планета — 2009». С 2001 года проходит День науки — ежегодная научно-практическая конференция школьников. В дни страшной трагедии на АЭС в Японии в школе прошло знакомство с историей этой страны, а ученики выступали в национальной японской одежде. Ежегодно проводятся внутришкольные научно-практические конференции «Первые шаги в школу».
Несколько лет при школе действует летний детский оздоровительный лагерь.
Ежегодно проходят творческие отчёты школы с концертом перед родителями.
Школьные торжественные мероприятия, посвящённые Дню Победы в Великой Отечественной войне традиционно проходят около Памятника Воинской Славы (в селе Новинское), который находится на месте старого здания школы В школе проходят встречи с ветеранами трёх войн..
22 февраля 2008 года в школе состоялось посмертное вручение Ордена Мужества матери выпускника школы Исмукова Александра Петровича, погибшего в горячей точке, памятная доска которому была открыта на здании школы в 2011 году. Учителя школы участвовали в международном проекте TALIS, осуществляемого Организацией Экономического Сотрудничества и Развития. Школьный музей сотрудничает с архивом города Дармштадт.
1 сентября 2011 года стал особенно памятным: первоклассников и всех учащихся и работников школы пришли поздравить олимпийская чемпионка Е. Н. Николаева (уроженка района и депутат Госсовета Чувашской Республики), министр по физической культуре, спорту и туризму Чувашии А. А. Николаев, главы города и района. 3 февраля 2013 года Чемпионами Чувашии по ушу-саньда стали двое учащихся Коноваловской школы (всего завоевано 3 золотые и 2 бронзовые медали). И сами учителя активно занимаются спортом, коллективно посещают бассейн ФСК. Учащиеся принимают участие в спартакиадах, месячниках оборонно-массовой и спортивной работы и оздоровительных акциях, например «Молодежь за здоровый образ жизни», отмечают День родного языка, проводят неделю «Цветиков — семицветиков», участвуют в Сократовской олимпиаде «У природы нет плохой погоды», наводят чистоту на субботниках и в республиканской акции «Зеленый патруль», посещают местную Пожарную часть № 34.
В 2013 году (впервые в городе и районе) в школе зародилась секция бадминтона и учащиеся приняли участие в Чувашской республиканской спартакиаде школьников по бадминтону, проходившей в спортшколе № 1 г. Чебоксары (заняв 4-е место среди двух десятков команд городов и районов Чувашии).
Школа поддерживает традиции старинного микрорайона Коновалово и города Мариинского Посада, в том числе, и на праздниках местных улиц, одни из последних (Праздник улицы Дзержинского, 12 февраля 2012 и Праздник улицы Салтыкова-Щедрина, 19 февраля 2012) проходили в самой школе с участием учителей, учащихся, выпускников, музыкантов и художников, местных жителей и главы администрации Мариинско-Посадского района.
В январе 2012 года Всероссийской награды был удостоен учитель биологии Коноваловской школы В. А. Красильников. Всероссийское энтомологическое общество при РАН наградило его своей Почётной грамотой за активную просветительскую работу, воспитание подрастающего поколения юных натуралистов и пропаганду энтомологических знаний. 25 августа 2012 года он был награждён Почётной грамотой Министерства образования и науки Российской Федерации.
В апреле 2012 года призёром Всероссийского конкурса методических разработок на английском языке «12.Space-Age.12», посвященном Дню космонавтики, стала учитель английского языка МБОУ «ООШ г. Мариинский Посад» Е. А. Васильева. Её методическая разработка заняла 2-е место среди 97 представленных на конкурс разработок.
Летом 2012 года её ученики заняли 1-место на дистанционной международной лингвострановедческой олимпиаде по английскому языку «London — 2012», приуроченной к Летним Олимпийским играм в Лондоне.
Звание «Учитель года» Мариинско-Посадского района удостаивались школьные учителя В. А. Красильников (2010 год) и Е. А. Васильева (2015 год).
Труженик тыла в годы Великой Отечественной войны и бывший учитель школы Алексей Семенович Белов (Отличник профтехобразования РФ) 2 марта 2015 года был награждён Главой Республики Чувашия Михаилом Игнатьевым юбилейной медалью «70 лет Победы в Великой Отечественной войне 1941—1945 гг.».
20 мая 2012 года школьная команда КВН «Марпосадские пострелята» стала 3-кратным победителем Чувашских республиканских соревнований Лиги «Старт» КВН, проходившего под патронажем Министерства образования Чувашии (финал проходил в Цивильске). В команду входили учащиеся 5-9 классов (рук. — М. В. Яковлева). В феврале 2013 года представители школы (9 класс, биология) стали победителями IV Мариинско-Посадского открытого межрегионального фестиваля молодёжного творчества «Ритм» на площадке «Ярмарка инновационных проектов», в котором приняли участие учащиеся различных городов и районов Чувашии и который проходил на базе Мариинско-Посадского филиала ФГБОУ ВПО «ПГТУ». 8 января 2013 года танцевальная команда учащихся школы заняла 1-е место на II районном фестивале уличных танцев «Christmas dance» (Рождественские танцы), прошедшем в спортивном зале ФСК «Мариинский».
Музыкальные и творческие традиции школы продолжают ученики, участвующие в работе народных хоров и коллективов художественной самодеятельности. Например,
23 февраля и 8 марта 2013 г. в Новинском городском Доме культуры в концертах, посвященных Дню защитника Отечества и Международному женскому дню, принимали участие юные певцы из ООШ (Юля Алексеева, Полина Петрова, Вика Сергеева, учащиеся младших классов).
За опытом работы в ООШ приезжают учителя из Чувашского республиканского института образования (Чебоксары, ЧРИО) и других школ города и района. Например, 4 апреля 2013 года в школе побывала группа чебоксарских учителей биологии во главе с заведующим кафедрой естественных научных дисциплин ЧРИО канд.пед.н. Н. В. Борисовой, прибывших в гости к учителю ООШ В. А. Красильникову, который провёл свой мастер-класс, поделился многолетними наработками и опытом интеграции биологии и информатики.
5 августа 2013 года Глава Чувашии Михаил Игнатьев и руководитель Исполнительной дирекции Совета по сохранению природного наследия нации в Совете Федерации Владимир Зотов вручил диплом победителя ученице Основной общеобразовательной школы г. Мариинского Посада Ю. Алексеевой (8 класс), которая заняла первое место в Чувашском республиканском творческом конкурсе фотографий «Деревья — памятники живой природы» в номинации «Сохраним это чудо» в рамках Всероссийской эстафеты «Деревья — памятники живой природы».
21 декабря 2013 года школа отметила свой 130-летний юбилей праздничным концертом и другими мероприятиями в Межпоселенческом Центральном доме культуры, на котором побыли многочисленные гости (включая Глав администрации района и города), выпускники, ветераны, родители, учителя и учащиеся.
В начале 2014 года учащиеся школы занимали первые и призовые места в нескольких Чувашских республиканских и межрегиональных конкурсах. Среди них: первое место на Республиканском конкурсе компьютерной рекламы о заповедниках «Заповедные территории — национальное достояние» (Юлия Алексеева, 2014); победитель Республиканской олимпиады ЧГУ по биологии (Полина Петрова, 2014); призёры 5-го Межрегионального молодёжного фестиваля «Ритм-2014» (2 место, Рома Михайлов, Ярослав Плаксин, 2014, информатика); призёр экологического конкурса в рамках Республиканской акции «Марш Парков-2014» (3 место, Виктория Сергеева, 2014); победитель и призёры Межрегиональной научно-практической конференции «Инициативная молодежь-2014» Поволжского университета (1 место — Даша Купцова, Полина Петрова, биология; 2 место — Рома Михайлов, Плаксин Ярослав, информатика; 2014); победители Международной дистанционной эколого-биологической викторины (Ярославль-2014) (1 место — Винокурова Настя, Кулаева Настя, Сергеева Виктория, Шепилова Диана; 2014).
В 2014 году заняли первое место в районе и призовое в Чувашии в конкурсе юных инспекторов движения ЮИД, отметили День знаний, стали участниками Всероссийской акции «Живи, лес!», в день Международного форума «Россия — спортивная держава» учащиеся ООШ г. Мариинский Посад заложили Аллею спортсменов, участвовали в акции «Посади дерево и сохрани его», стали лауреатами Республиканского смотра-конкурса к 70-летию Победы.
В конце 2014 года победителем Регионального фестиваля студентов и молодежи «Человек. Гражданин. Учёный. ЧГУ-2014», выступая в секции «Медицинская биология» (Чебоксары, медицинский факультет ЧГУ) стала Дарья Купцова (6 класс).
В 2016 году победителем республиканской конференции-фестиваля творчества обучающихся «Exelsior-2016», выступая в секции «Зоология» (Чебоксары, СОШ-47), стали Дарья Купцова и Кирилл Кудряшов (8 класс), впервые в истории района и города по естественным наукам.

## Герб

Герб основной школы Мариинского Посада (Коноваловской)

Герб основной школы Мариинского Посада отражает её расположение на берегу Волги и это 1-й в Чувашии (один из 1-х в России) официальный школьный герб, который в 2005 году прошел Государственную экспертизу в Геральдическом Совете при Президенте РФ. Герб школы утвержден 11.04.2005 главным герольдмейстером России Г. В. Вилинбаховым (в его официальном письме A62-2-138). Автором нового герба является местный геральдист Вадим Анатольевич Шипунов. Герб утвержден Советом школы 24.05.2005, а затем поставлен на Федеральный геральдический учёт с присвоением учётного номера № 268 в письме Г. В. Вилинбахова от 14 июня 2007 года (№ А 62-2-249).
Описание. В лазоревом поле на пониженном зелёном поясе две выходящие справа золотые горы с плоскими зелеными вершинами, большая позади меньшей, сопровожденная вверху слева золотым прямым равносторонним крестом, концы которого подобны писчьим перьям, обвитым двумя обращенными вниз и друг к другу серебряными рыбами.

## Материально-техническая база
Школа размещена в 2-этажном кирпичном здании. В школе имеется компьютерный класс с возможностью скоростного безлимитного выхода в Интернет по технологии ADSL, библиотека, столовая на 50 посадочных мест, спортзал. Также имеется спортивная площадка, пришкольный опытный участок. В рамках национального проекта «Образование» в 2008 году стала первой среди основных (9-летних) школ, которая получила интерактивную доску с мультимедийным проектором и дополнительным компьютером. C 2010 года школьники посещают плавательный бассейн в новом физкультурно-оздоровительном комплексе города ФОК «Мариинский».
Летом 2022 года в микрорайоне Коновалово начато строительство нового трёхэтажного здания для школы на 375 мест в рамках ведомственного проекта «Современный облик сельских территорий» государственной программы Российской Федерации «Комплексное развитие сельских территорий». В августе 2022 года c ходом работ ознакомились депутат Государственной Думы Российской Федерации Анатолий Аксаков, министр физической культуры и спорта Чувашии Василий Петров и другие официальные лица. Организована онлайн-трансляция строительства.
На строительство трёхэтажной школы выделено 306,7 млн рублей. В декабре 2022 года со строительством ознакомился Глава Чувашии Олег Николаев.
К 23 августа 2023 года завершены строительные работы нового здания школы, проведено благоустройство прилегающей территории, проводится сборка и установка оборудования. О ходе подготовки школы в микрорайоне Коновалово к новому учебному году ознакомились Руководитель Администрации Главы Чувашской Республики Вячеслав Борисов совместно с заместителем Председателя Кабинета Министров Чувашии - министром сельского хозяйства Сергеем Артамоновым.